# Trận Schweinschädel
Trận Schweinschädel là một hoạt động quân sự trong chiến dịch Böhmen của cuộc Chiến tranh Bảy tuần năm 1866, đã diễn ra vào ngày 29 tháng 6 năm 1866, tại ngôi làng Schweinschädel, nằm dọc theo các đoạn đường cắt ngang Trebisov, tại xứ Böhmen thuộc Đế quốc Áo. Sau 3 tiếng đồng hồ đấu pháo, Quân đoàn V của quân đội Phổ dưới quyền điều khiển của Thượng tướng Bộ binh Karl Friedrich von Steinmetz đã đánh thắng được 3 lữ đoàn thuộc Quân đoàn IV của quân đội Đế quốc Áo dưới quyền chỉ huy của Thiếu tướng Tassilo Festetics, buộc các lực lượng của Áo phải tiến hành triệt thoái về phía pháo đài Josephstadt sau khi đã hứng chịu những thiệt hại không nhỏ. Trong số các binh sĩ Áo bị các lực lượng của Phổ bắt làm tù binh, có 120 người không bị thương. Ba chiến thắng liên tiếp của viên tướng Steinmetz tại Nachod (27 tháng 6), Skalitz (28 tháng 6) và Schweinschädel (29 tháng 6) đã thể hiện khả năng và sự quyết đoán của ông ta trong chỉ huy, mở đường các lực lượng của Phổ tiến vào vùng núi của xứ Böhmen. Ngoài ra, trận Schweinschädel cùng với những thất bại liên tiếp khác của người Áo trong cuộc chiến tranh đã chứng tỏ ưu thế của súng trường nạp hậu Dreyse của lục quân Phổ.
Đối mặt với trận tuyến của Quân đoàn V của Vương quốc Phổ dưới quyền Steinmetz là Quân đoàn IV của Áo án ngữ trên chiến tuyến Langwasser-Trebesow. Quân đoàn IV nằm dưới sự điều khiển của Festetics – người đã được Quân giới (Feldzeugmeister) Ludwig von Benedek cử đến từ Jaromirz sau khi Benedeck rút các quân đoàn VI và VIII. Đêm ngày 28 tháng 6, quân lính của Steinmetz được lệnh nghỉ ngơi, do đã mệt mỏi sau hai ngày chiến đấu mệt mỏi. Phải đến sáng hôm sau, tướng Steinmetz mới tiến quân từ Skalitz tới hướng tây, về phía Königinhof, đến tận Gradlitz, để tiếp cận đến các quân đoàn khác của Thái tử Friedrich Wilhelm, theo đó Binh đoàn Schlesien của vị Thái tử có thể sẽ hội đủ trên sông Elbe trước khi phối hợp với Binh đoàn thứ nhất. Steinmetz đã khởi đầu cuộc hành binh với Quân đoàn V và lữ đoàn Hoffmann của Quân đoàn VI cùng với Lữ đoàn Kỵ binh Cận vệ, khi mà 3 lữ đoàn khác của Quân đoàn VI đã kéo đến Skalitz từ Nachod. Mặc dù việc tiêu diệt sinh lực của đối phương luôn luôn là trọng tâm của cuộc chiến tranh, Steinmetz đã dự kiến sẽ tránh giao tranh đến mức có thể. Trong các đơn vị thuộc Quân đoàn V và VI dưới quyền ông, chỉ có lữ đoàn của tướng Wittich, được theo sau bởi một lữ đoàn kỵ binh, đóng vai trò là lực lượng bảo vệ sườn của đoàn quân ở hữu ngạn sông Aupa để yểm trợ cho cuộc hành binh bên sườn của Wittich và tập kết lại với quân chủ lực của Steinmetz tại Miskoles. Song, tình hình không dễ dàng để Steinmetz có thể thực hiện cuộc hành quân bên sườn mà không giao tranh.
Vào lúc 3:30, lữ đoàn Wittich, với 3 khẩu đội pháo và 1 trung đoàn kỵ binh – đội hình hàng dọc bên sườn trái của Steinmetz – đã đụng phải quân Áo tại Klein-Trzebesow vào lúc 3:30, trong khi lực lượng tiền vệ của Quân đoàn V của Phổ đang vượt qua khe núi tại Wetrnik. Hỏa lực của pháo binh Áo đã buộc đội tiền vệ này phải thiết lập trận tuyến ở gần Miskoles, và một phần của đội tiền vệ tiến đánh Schweinschädel. Trước cuộc công pháo của 44 khẩu đại bác của các khẩu đội pháo Áo, viên tư lệnh của Sư đoàn số 1 (Phổ) cuối cùng đã buộc phải ban lệnh cho Lữ đoàn số 19, vốn đã tiến qua Wetrnik, phải quay về thành lập chiến tuyến gần Miskoles, đồng thời phát lệnh tấn công Schweinschädel. Vốn đang tiến sâu về Dolan, Lữ đoàn số 19 của Phổ phải quay lại để lập chiến tuyến theo lệnh của viên tư lệnh cứng đầu của Sư đoàn số 1. Cuối cùng, quân Áo đã bị đẩy lùi, và Festetics đã triệt binh đúng lúc để tránh phải chung số phận với các quân đoàn Áo bị thiệt hại nghiêm trọng Trautenau và Skalitz. Nhưng, đây cũng là một trận thảm bại đối với người Áo và trước khi cuộc rút lui này được thực hiện thì một số lượng lớn quân lính Áo đã bị đối phương bắt giữ. Quân Áo đã rút về phía sau sông Elbe, và cũng trong đêm hôm đó Steinmetz tiếp tục cuộc hành binh của mình đến làng Gradlitz trên sông Elbe, chỉ để lại một lữ đoàn quan sát pháo đài Josephstadt của Áo. Cùng ngày với trận đánh Schweinschädel, một quân đoàn khác của Áo do tướng Gablenz chỉ huy đã bị đập tan trong trận Königinhof.